# 急进性肾小球肾炎
急进性肾小球肾炎（英語：Rapidly progressive glomerulonephritis (RPGN)）是一种以急进性肾炎综合征为临床特征，以新月体性肾小球肾炎为病理特征的一类疾病。

## 病因
- 原发性
- 其它病理类型的肾小球疾病转化为新月体性肾小球肾炎
- 继发于其它疾病

## 病理
为新月体性肾小球肾炎。
- 大体观：双侧肾脏肿大、苍白，皮质表面可有点状出血，切面见皮质增厚。
- 镜下观：超过50％的肾小球球囊内有新月体形成。
- 免疫病理学检查可以细分为：
  - Ⅰ型：肾小球基底膜有IgG和C3线性沉积。
  - Ⅱ型：肾小球基底膜和系膜区颗粒状免疫复合物沉积。
  - Ⅲ型：免疫反应不明显型。

## 临床表现与辅助检查
- 急进性肾炎综合征：起病急，血尿、蛋白尿伴水肿、高血压，数周内进展到少尿或无尿，进行性肾功能恶化，最终发展到尿毒症。
- 如果是继发于某种疾病，则可能有原发病表现。
- 免疫学检查可能有抗肾小球基底膜抗体阳性（Ⅰ型）、循环免疫复合物及冷球蛋白阳性伴C3降低（Ⅱ型）、ANCA阳性（Ⅲ型）。
- 肾脏影像学检查提示双肾增大。
- 肾活检见超过50％的肾小球球囊内有新月体形成。

## 诊断
凡有急性肾炎综合征，伴随肾功能急剧恶化的，即使未达到肾衰竭标准，均应疑似本病，并及时进行肾活检。凡是病理证实为新月体性肾小球肾炎的，可明确诊断，并应完善病因学检查，以协助继发性急进性肾小球肾炎诊断。

## 鉴别诊断
- 引起急进性肾炎综合征的其它肾小球疾病：其它病理类型的肾小球疾病，倘若病情较重，即使没有新月体形成，也可能出现急进性肾炎综合征。此时临床鉴别较困难，需行肾活检。
- 引起少尿型急性肾衰竭的非肾小球疾病：
  - 急性肾小管坏死：常有明确诱因，如肾缺血、肾毒性物质的使用、肾小管堵塞；临床表现以肾小管损害为主，如低渗透压尿，一般无急性肾炎综合征表现。
  - 急性过敏性间质性肾炎：明确的用药史，部分患者可有药物过敏的全身反应，血和尿常规提示嗜酸性粒细胞增多。必要时需行肾活检确诊。
  - 梗阻性肾病：突然出现无尿，影像学证实尿路梗阻。

## 治疗
- 及时完善病因学检查，如果明确病因，针对病因积极治疗。
- 强化治疗
  - 血浆置换：可异常致病抗体、免疫复合物和炎症因子，适用于各型急进性肾小球肾炎，尤其是Ⅰ型。对Goodpasture综合征和原发性小血管炎所继发的Ⅲ型急进性肾小球肾炎，在出现威胁生命的肺出血时，亦有确切的快速疗效，是为首选治疗。血浆置换量宜大（2～4L/次）、宜频（Qd～Qod），直到异常抗体（如抗肾小球基底膜抗体、ANCA）或免疫复合物转阴、病情好转（通常需要置换6～10次）。需配合糖皮质激素及环磷酰胺治疗，以抑制有害抗体再生。
  - 糖皮质激素冲击：对Ⅱ、Ⅲ型效果较好，对Ⅰ型效果较差。甲强龙0.5～1.0g/次，Qd～Qod，3次为一疗程，必要时可间隔3～5天后开始下一个疗程，一般总共不超过3个疗程。需配合糖皮质激素及环磷酰胺口服。用每月一次的环磷酰胺冲击治疗代替常规剂量每日口服，有助于减少环磷酰胺的副作用，但有待进一步研究评估其风险及收益。
- 肾替代治疗
  - 透析治疗：肾衰竭已达到透析指征者。
  - 肾移植：应在病情静止半年以后才予考虑。肾移植后，即使在抗排斥药治疗期间，仍有部分患者复发，复发的风险随着时间的推移而减少。

## 预后
总体而言，预后差，死亡率高。

### 影响近期预后的因素
- 病理类型：Ⅲ预后较好，Ⅱ居中，Ⅰ型较差。纤维性新月体形成，肾小球硬化或间质纤维化均为不可逆病变。
- 强化治疗的时机：越早越好，需赶在不可逆病变形成之前进行。
- 年龄：老年人预后较差。

### 长期预后
- 即使短期内可以缓解，甚至肾功能损害完全逆转者，也有相当比例出现慢性肾疾病，并进展为慢性肾衰竭，故应长期随访，并保护残存肾功能。
- 少数患者有复发可能，必要时可重复肾活检，复发的患者中，部分对强化治疗仍敏感。
- 仅少数患者可获得长期缓解。

## 延伸閱讀
- Greenhall, George H. B.; Salama, Alan D. . Clinical Kidney Journal. 2015-02-19, 8: sfv008  [2017-08-11]. ISSN 2048-8505. PMC 4370308 . PMID 25815169. doi:10.1093/ckj/sfv008. （原始内容存档于2021-08-28） （英语）.